# Hypolycaena erasmus
Hypolycaena erasmus är en fjärilsart som beskrevs av Grose-smith 1900. Hypolycaena erasmus ingår i släktet Hypolycaena och familjen juvelvingar. Inga underarter finns listade i Catalogue of Life.